# Kobra and the Lotus
Kobra and the Lotus é uma banda de heavy metal do Canadá, formada em 2009, pela vocalista e letrista Kobra Paige (pseudônimo de Brittany Paige Bullen). A sonoridade da banda resulta de uma mistura de hard rock e metal progressivo.
A banda tem mantido considerável sucesso no âmbito de seu gênero, desde a época de sua formação, com críticas particularmente positivas em torno de seus álbuns Prevail I e Prevail II, considerados os melhores trabalhos do grupo. A música "Light Me Up", presente neste álbum duplo, atingiu a posição #34, entre as melhores da Billboard. A música "You Don't Know" atingiu a posição #53, com o videoclipe da mesma sendo o primeiro vídeo da banda a atingir mais de um 1 milhão de visualizações no YouTube.
A faixa "Let Me Love You" foi gravada em inglês, japonês, e versões acústicas no álbum duplo. Um vídeo da música "Let Me Love You" chegou a ser gravado em japonês. Prevail II foi escolhido pela Juno Award como o álbum de Heavy Metal/Hard Rock do ano 2019.

## Prêmios e nomeações
- O álbum Kobra and the Lotus está listado em terceiro lugar no Best Emerging Hard Rock & Heavy Metal Artists de 2013 (Melhores Artistas Novos de Hard Rock e Heavy Metal de 2013)[6]
- Kobra Paige foi listada como uma das 25 melhores vocalistas femininas de hard rock e heavy metal, em 2013.[7][8]
- Kobra and the Lotus foi nomeado para o prêmio "Best New Band" (Melhor Banda Nova) no Golden Gods 2012 pela Metal Hammer.[9]

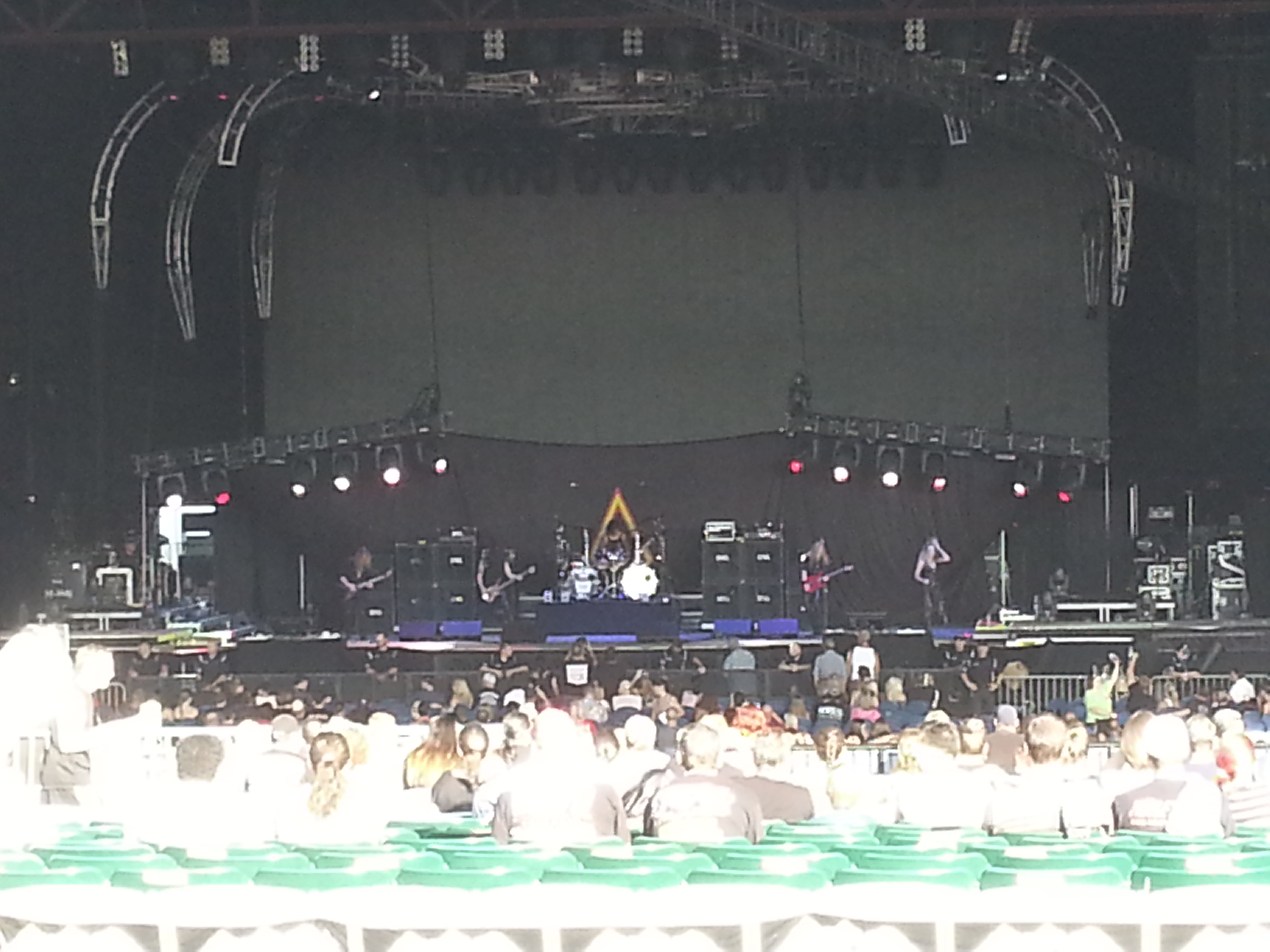
Apresentação da banda Kobra and The Lotus, em 2014

## Membros
Membros atuais
- Kobra Paige – vocal, piano (2009–presente)
- Jasio Kulakowski – guitarra (2012–presente)
- Ronny Gutierrez – guitarra (2018–present)
- Brad Kennedy – baixo (2013–presente)
- Marcus Lee – bateria (2014–presente)

Antigos membros
- Lord Griffin Kissack – bateria (2009–2014)
- Ben Freud – baixo (2009–2010)
- Matt Van Wezel – guitarra (2009–2010)
- Chris Swenson – guitarra, (2009–2012)
- Pete Z Dimov – baixo (2011–2013)
- Timothy Vega – guitarra (2011–2012)

## Discografia
Álbuns 
- Out of the Pit (Kobra Music, 2010)[10]
- Kobra and the Lotus (Spinefarm Records, Universal Music Group, 2012)[11]
- High Priestess (Titan Music, 2014)[12]
- Prevail I  (2017)
- Prevail II  (2018)

 EPs 
- Words of the Prophets (Titan Music, 2015)[13]